# Боліно
Боліно (пол. Bolino) — село в Польщі, у гміні Вишогруд Плоцького повіту Мазовецького воєводства.
Населення — 101 особа (2011).
У 1975-1998 роках село належало до Плоцького воєводства.

## Демографія
Демографічна структура станом на 31 березня 2011 року:
|          | Загалом | Допрацездатний вік | Працездатний вік | Постпрацездатний вік |
| -------- | ------- | ------------------ | ---------------- | -------------------- |
| Чоловіки | 53      | 10                 | 35               | 8                    |
| Жінки    | 48      | 5                  | 29               | 14                   |
| Разом    | 101     | 15                 | 64               | 22                   |